# Præstehaven
Præstehaven i Aarhus er et boligkompleks fra slutningen af 1930'erne, med mindre udvidelser i 1940'erne og siden i 1950erne. Bebyggelsen ligger dels omkring vejen Præstehaven og dels i forbindelse med det tidligere Boligselskab Præstehaven, nu Østjysk Bolig, med 198 lejligheder fordelt på 5 enheder ved nordlig side af Præstevangsvej.
I Præstehaven findes:
- 49 privatejede rækkehuse opført i gule sten i 1939-1940 (med 1 butik)
- 29 privatejede rækkehuse opført i røde sten i slutningen af 1940 og især i 1950'rne.

Bebyggelsen som helhed blev opført af Hasle Sogn og ud af konstruktionen opstod senere Boligselskabet Præstehaven. Bebyggelsen blev placeret på tidligere præstejord, der blev udtaget af Kirkeministeriet, til social byggeri. Bebyggelsen skete også for at nedbringe arbejdsløsheden i sognet og da opførelsen gik i gang kom så mange i beskæftigelse, at der ikke var flere ledige i Hasle sogn. Halvdelen af de gule rækkehuse var fra begyndelsen selveje, og indtægten herfra blev anvendt til at opføre etagebyggeriet. Kort tid efter blev også resten af de gule rækkehuse selveje. 
De 29 rækkehuse opført i røde sten var fra Hasle sogn og arkitekternes side oprindeligt planlagt opført efter samme mønster som det øvrige kompleks, men planerne blev forsinket på grund af krigsudbruddet og siden ændret til en engelsk inspireret rækkehus bebyggelse efter krigen.
Hasle Sogns kommunale bestyrelse var i 1930'rne på besøg i København for at se på forskellige organiseringer og bebyggelsesformer. De havde kontakt med Foreningen Social Boligbyggeri og besøgte flere af de nye beboelser i København. De var især tiltrukket af de moderne boligkomplekser i gule mursten med velanlagte parker, og valgte siden at samarbejde med de københavnske Kooperative Arkitekter (Dan Fink og Karl Larsen) og havearkitekten C. Th. Sørensen. Efter opførelsen af de gule rækkehuse og det første etagebyggeri (afd. 1) etablerede Hasle sogn efterhånden en egen organisation, der siden blev til Boligselskabet Præstehaven, det nuværende Østjysk Bolig.
De senere røde rækkehuse blev opført lidt efter lidt fra slutningen af 1940'rne (3 huse) og især i 1950'rne med et andet forbillede; det engelske rækkehus. I 1930'rne havde Hasle sogneråd allerede set på engelske rækkehuse i København; men var mere tiltrukket af de moderne bebyggelser. Det var den lokale arkitekt Dall, der opførte de røde rækkehuse med røde sten og tegltag med høj rejsning.
Den internationalt anerkendte havearkitekt C. Th. Sørensen udformede dels anlæg og dels vejledte han vedr, beplantningen. Anlæg omfatter klinkebelægningen ved terrasserne, læhegn og havelåger ved de gule rækkehuse. Den skråstillede klinkebelægning på terrasserne ved de gule rækkehuse, der løber direkte ud i græsplænen, hører ifølge C. Th. Sørensens datter landskabsarkitekt Sonja Poll, til et af hans særkender.  Han tegnede også parken og f.eks. den runde
ligusterhæk om legepladsen ved etagebebyggelsen. Kilder til hvilke planter der blev valgt er sandsynligvis gået tabt, da det ikke var noget der blev registreret, men man kan observere en del af  C.Th. Sørensens plantevalg. Der er stadig en del af C. Th. Sørensens favoritter som Guldregn, og ved havernes terrasser dækker rododendron mv. for indkik fra havelåger. C. Th. Sørensens datter, landskabsarkitekt Sonja Poll har påpeget, at som regel var planteudvalget blot nedskrevet på små papirlapper. C. Th. Sørensen stod også for udformningen af Universitetsparken i Aarhus.

## Eksterne kilder og henvisninger
- Wikimedia Commons har flere filer relateret til Præstehaven

1. ↑  Kilder: Socialt Boligbyggeri, red. arkitekt Ole Buhl, udgivet af Foreningen Socialt Boligbyggeri, København, 1941 (s. 83-86). 
Tegninger fra Midtbyinspektoratet. 
Personlig kommunikation med C. Th. Sørensens datter, landskabsarkitekt Sonja Poll.

- http://www.praestehaven.dk Arkiveret 25. september 2005 hos  Wayback Machine
- http://www.praestehaven1-49.dk
- http://www.praestehaven50-80.dk

56°9′46.96″N 10°10′17.22″Ø / 56.1630444°N 10.1714500°Ø